# فرودگاه بین‌المللی انتبه
فرودگاه بین‌المللی انتبه (به انگلیسی: Entebbe International Airport) یک فرودگاه غیرنظامی و نیروی نظامی با کد یاتا EBB است که یک باند فرود آسفالت دارد و طول باند آن ۳۶۵۸ متر است. این فرودگاه در شهر کامپالا کشور اوگاندا قرار دارد و در ارتفاع ۱۱۵۳ متری از سطح دریا واقع شده‌است.

## نگارخانه

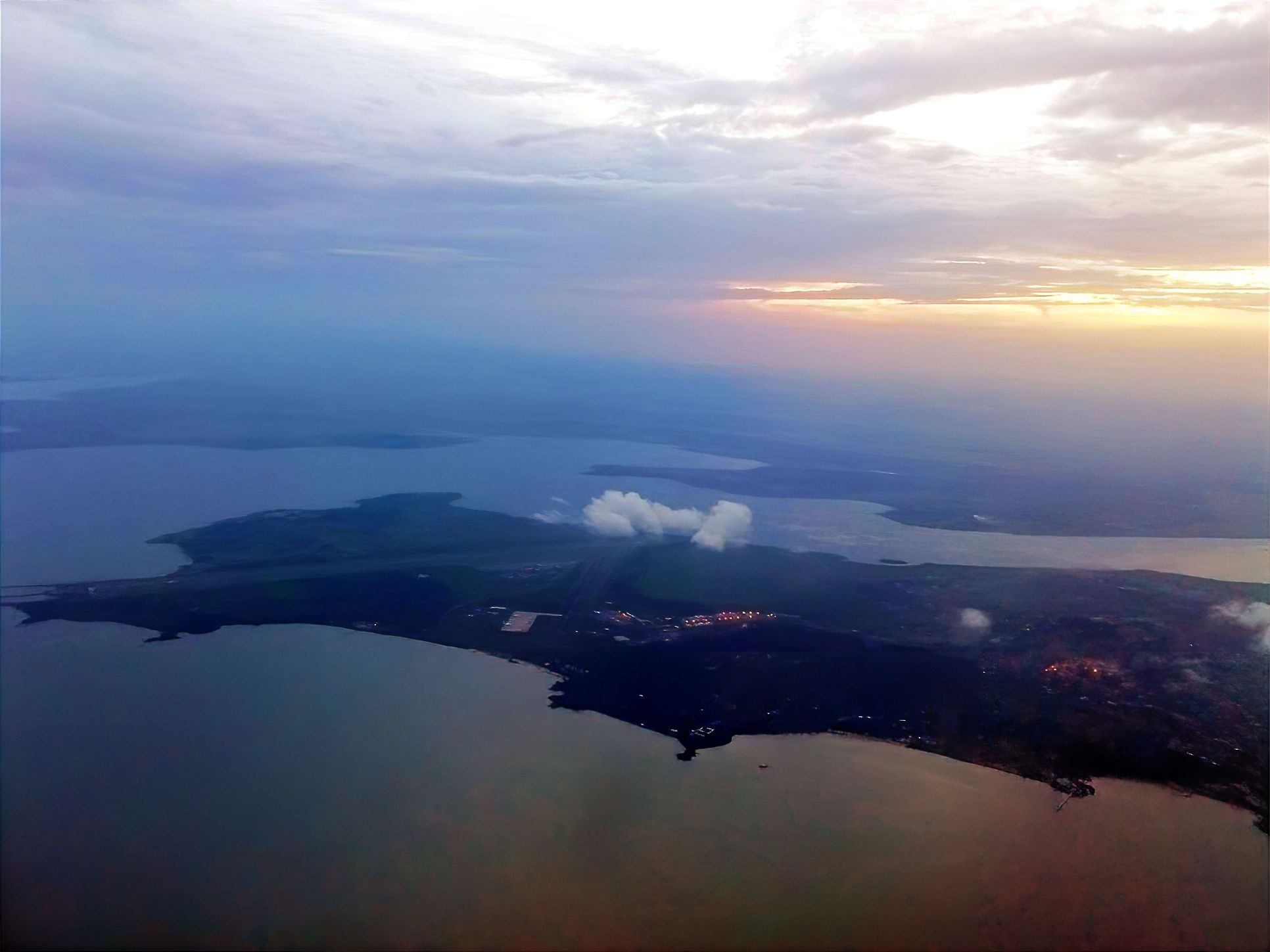
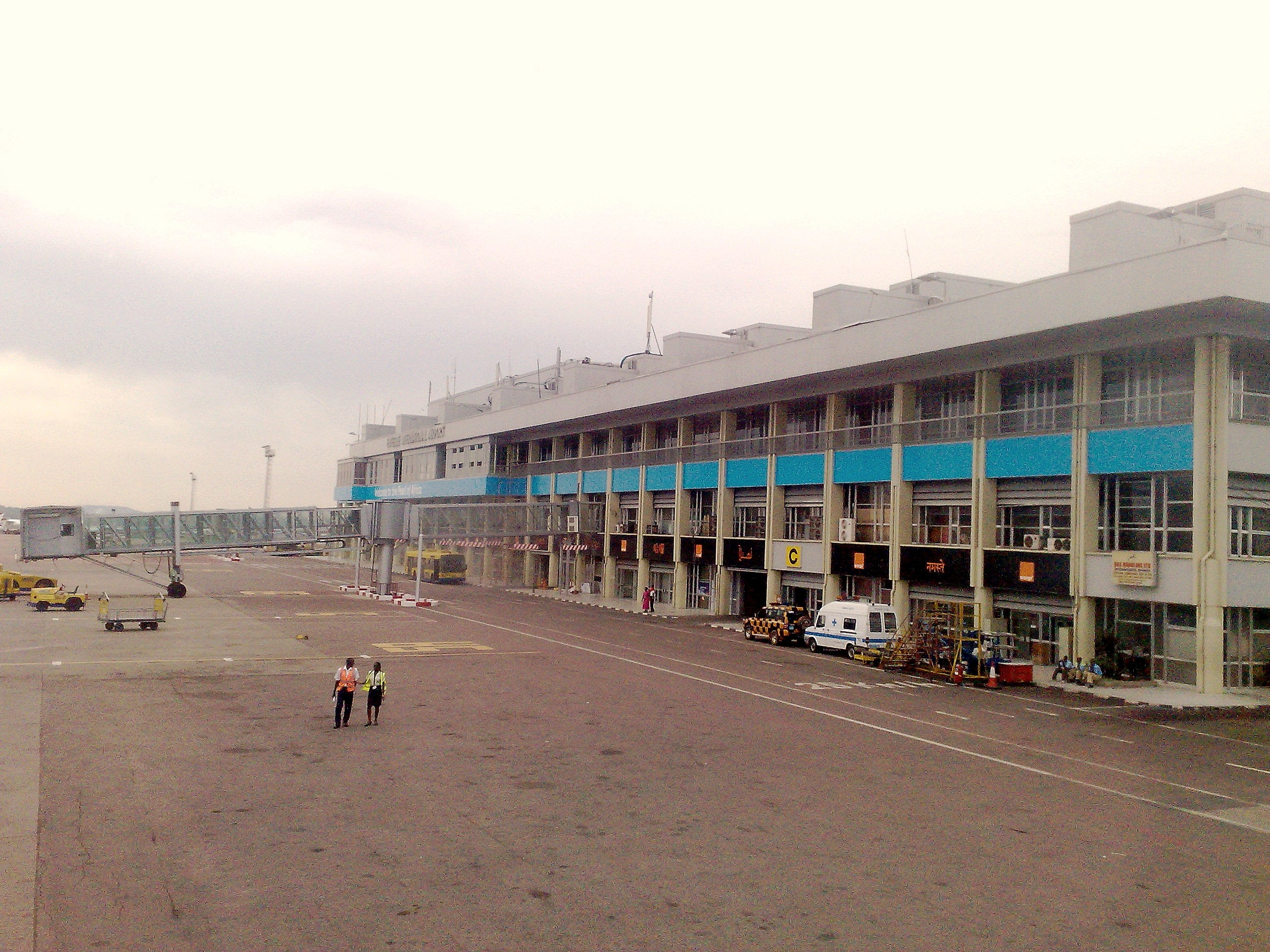
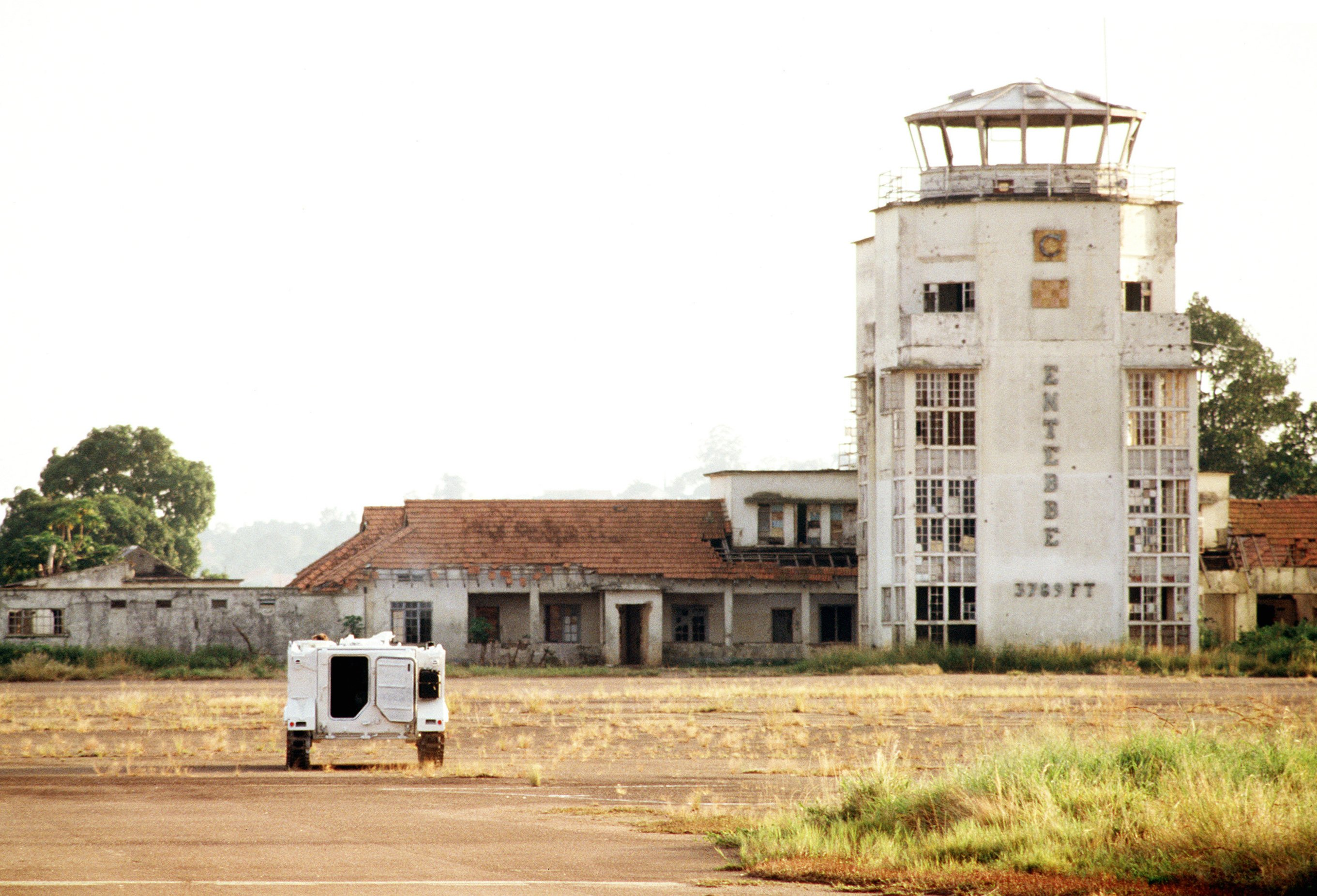
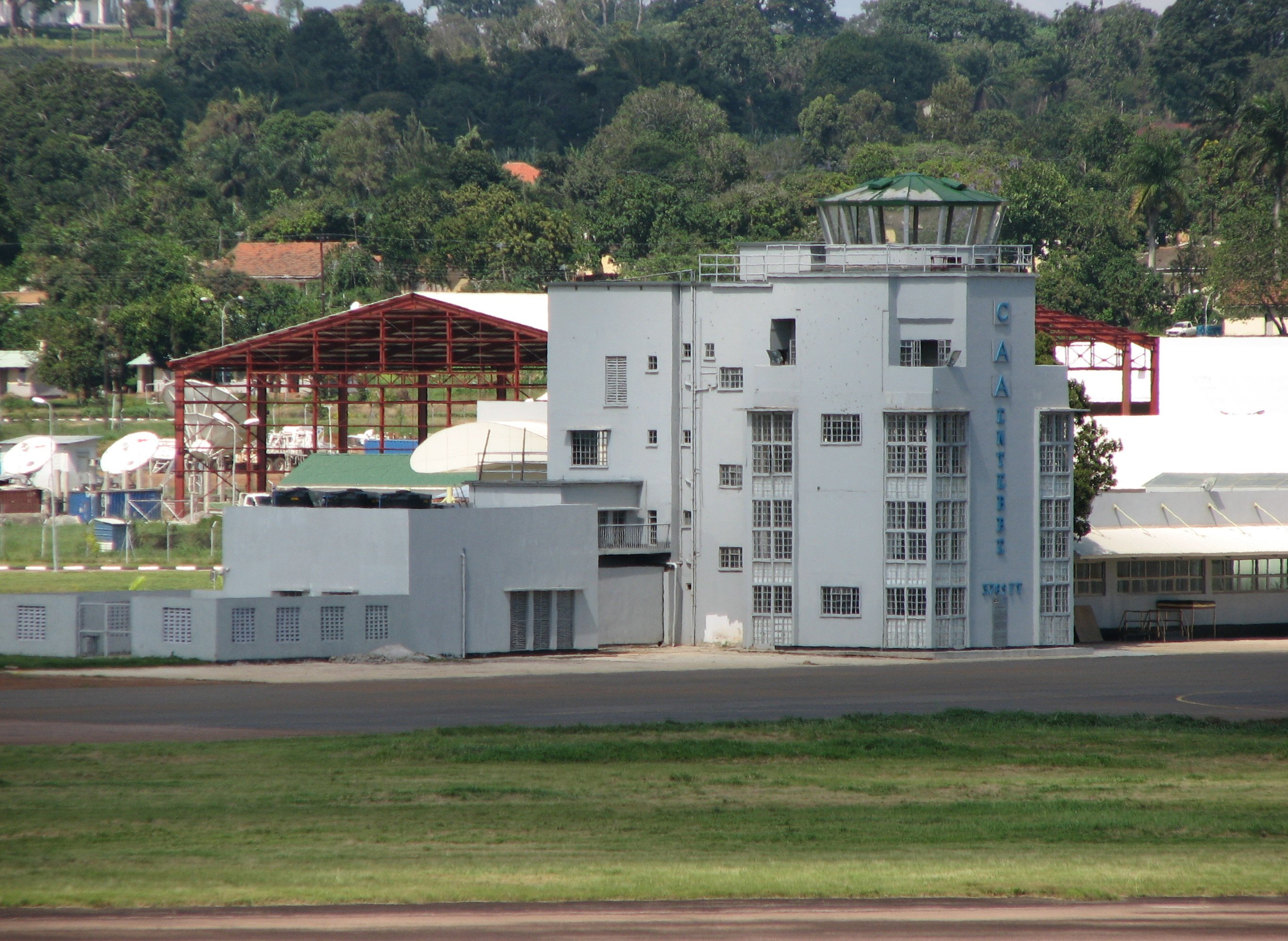
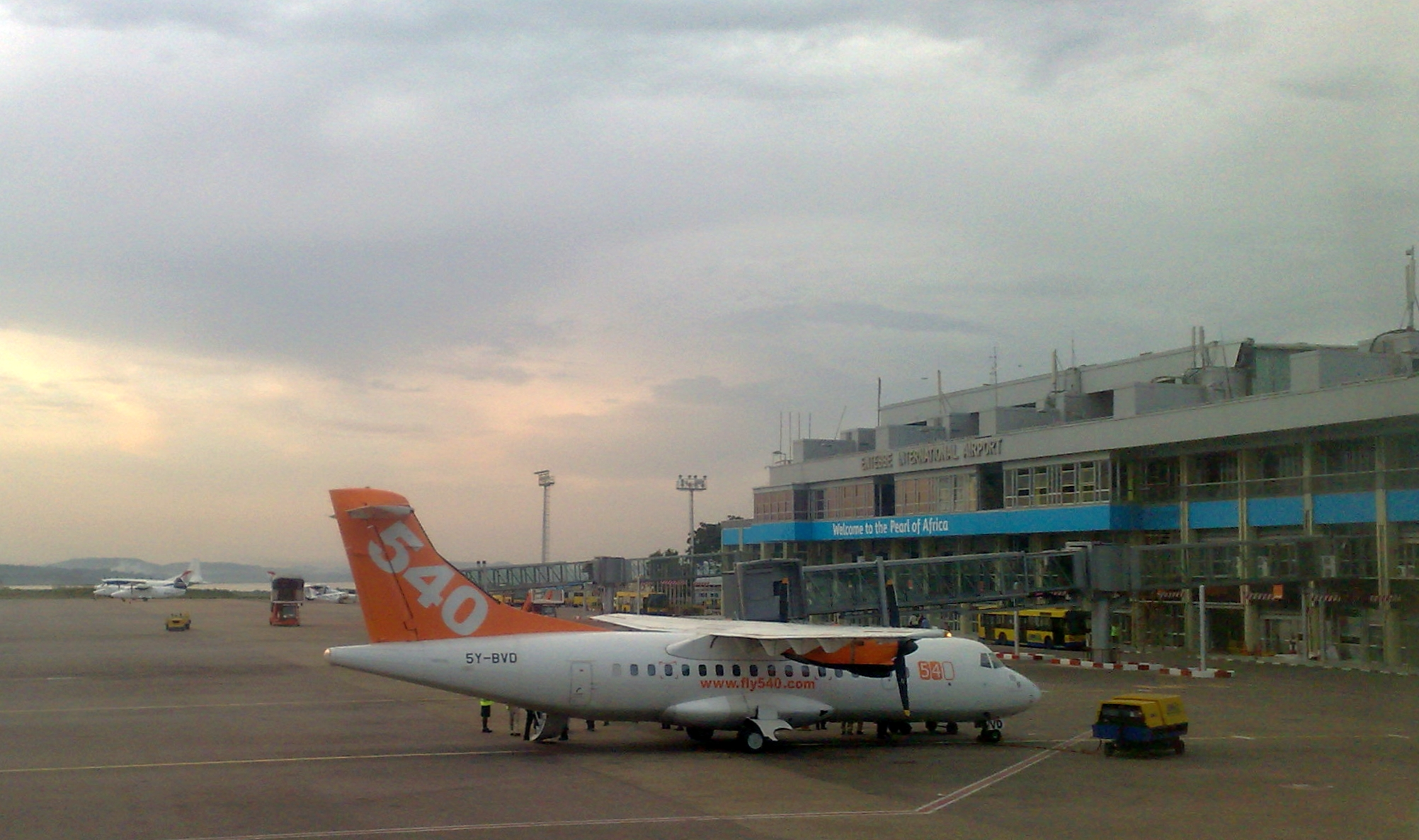
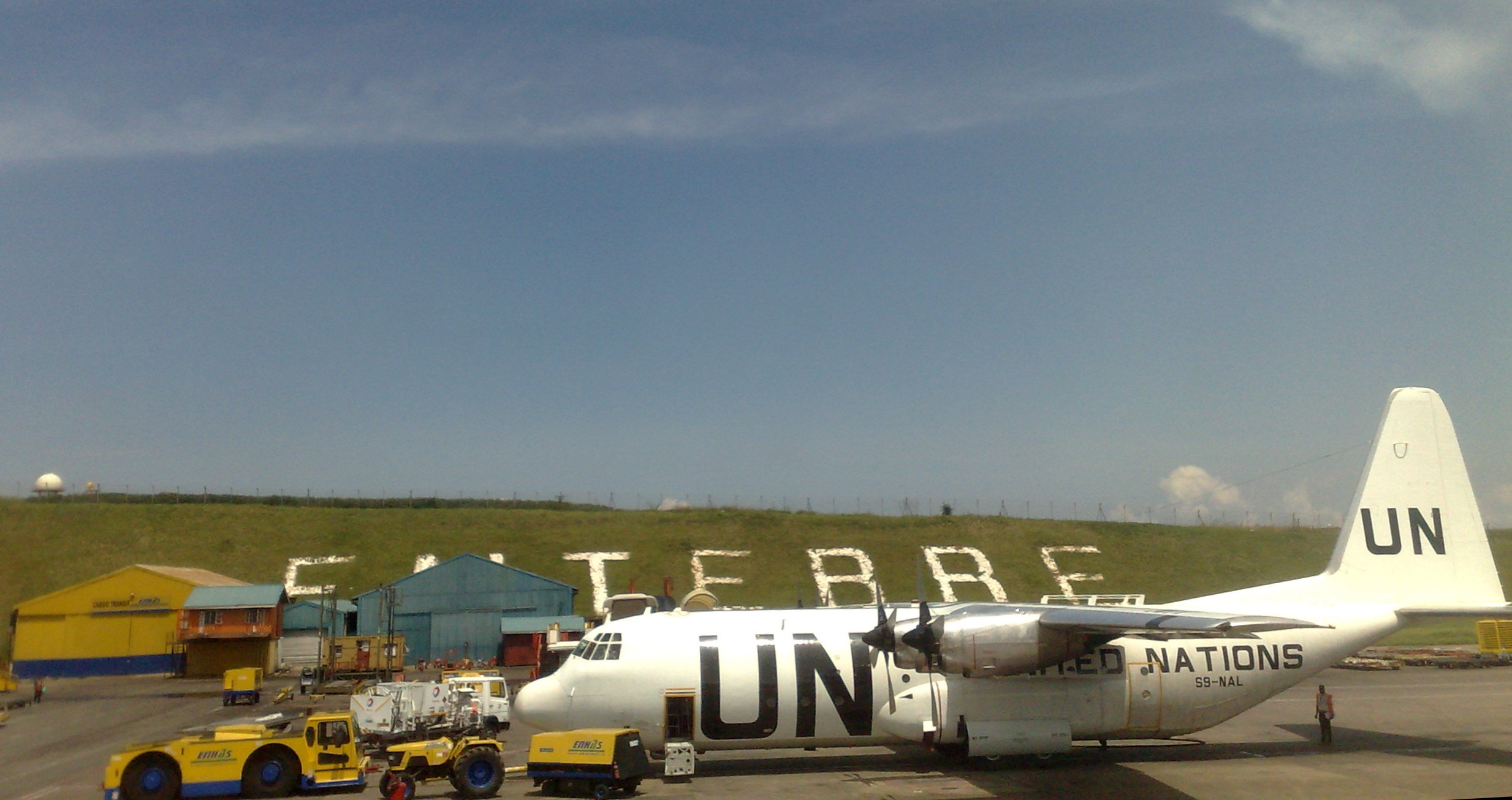
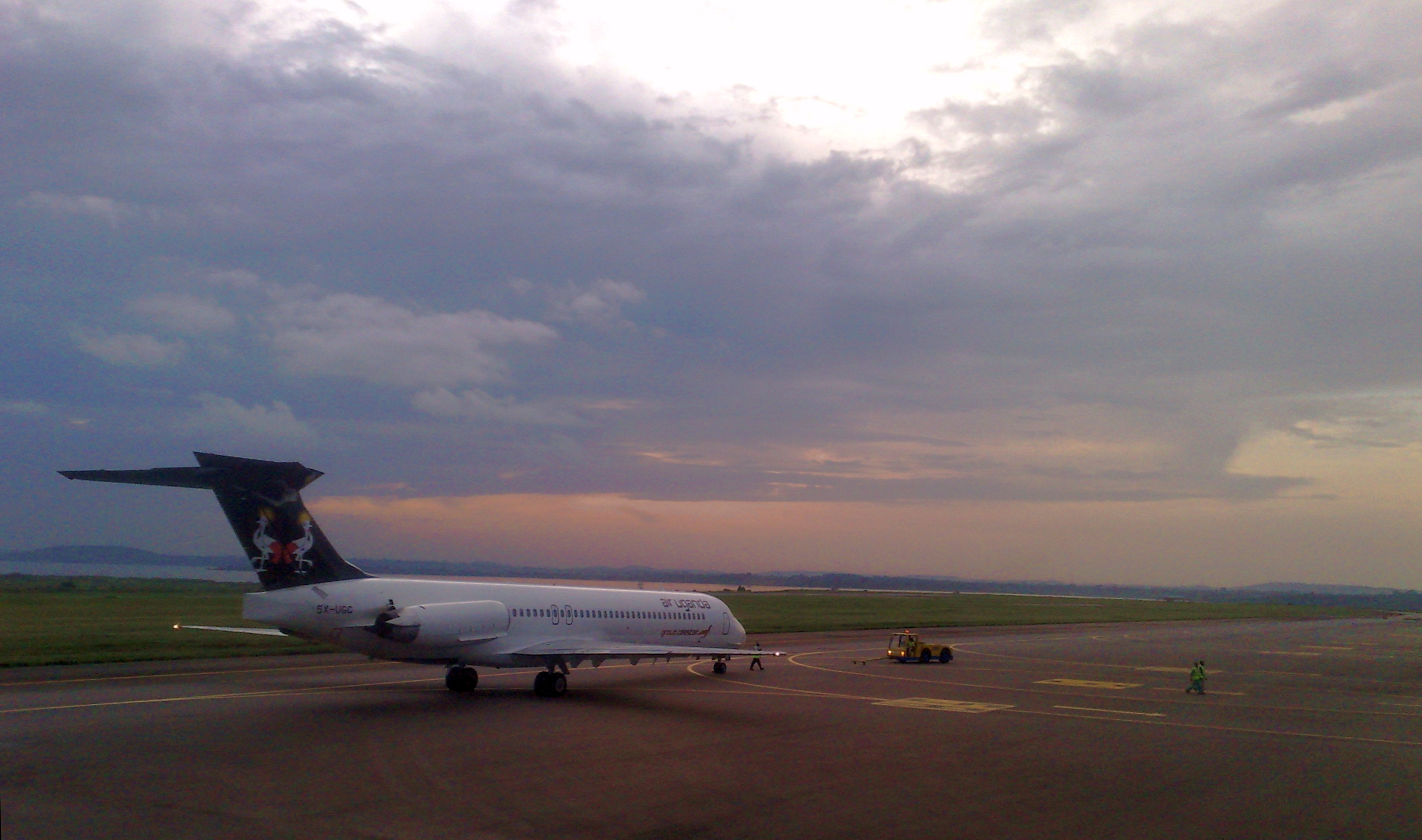
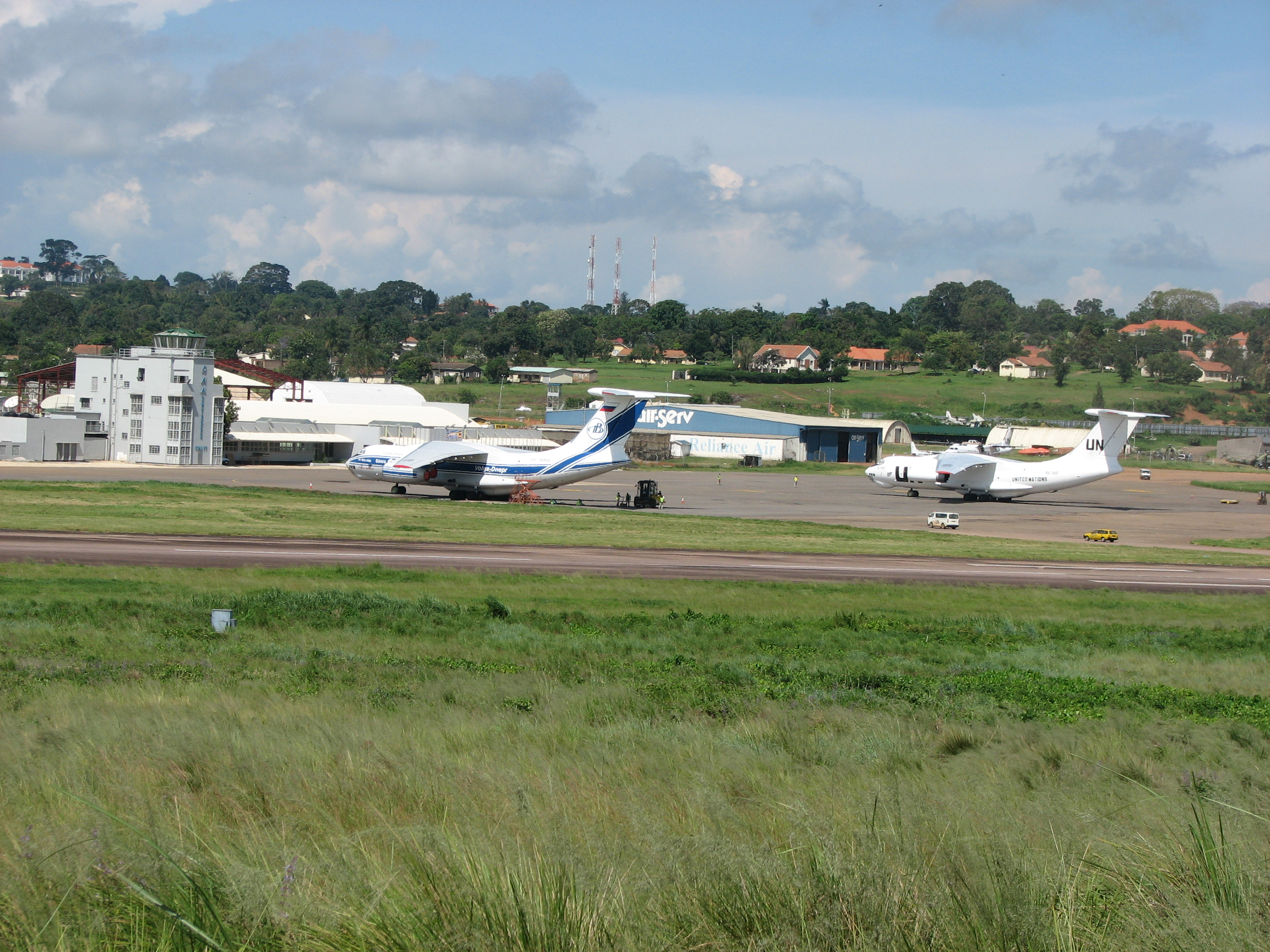

## شرکت‌های هواپیمایی و مقصدهای پروازی

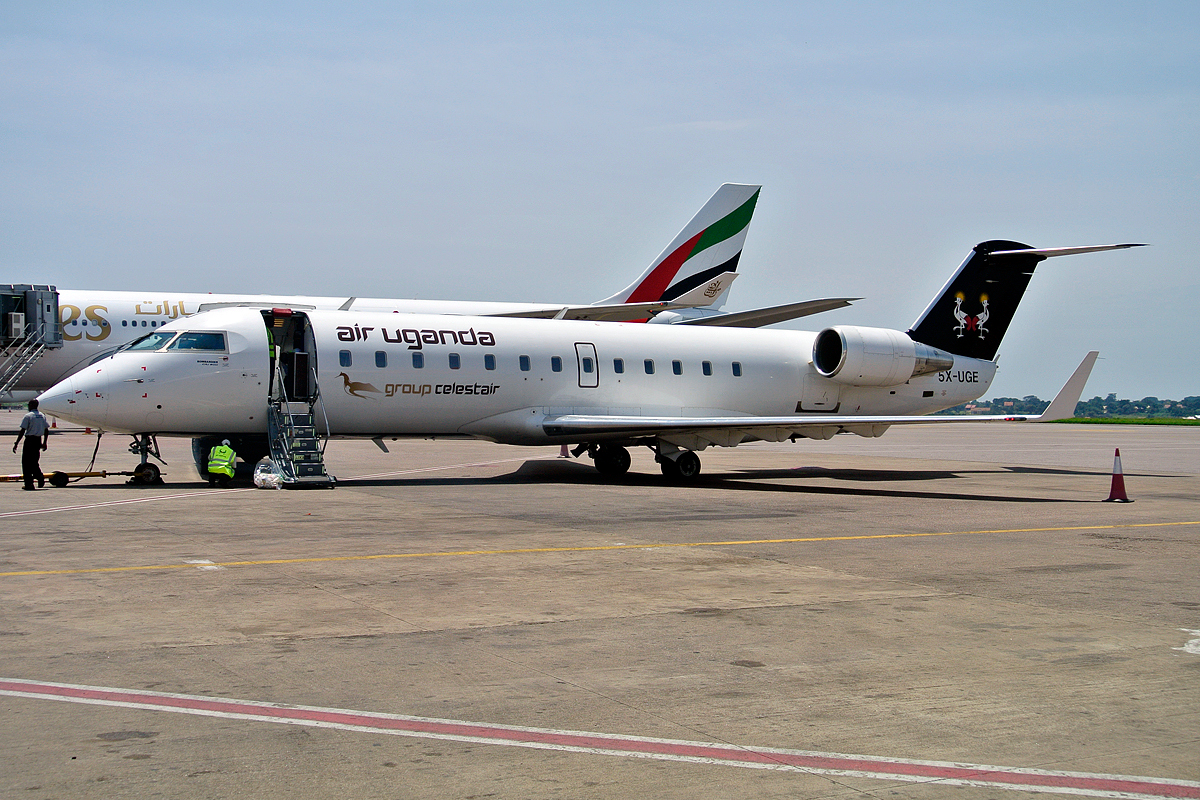
ایر اوگاندا aircraft parked next to هواپیمایی امارات ایرباس ای۳۴۰ at Entebbe Airport.

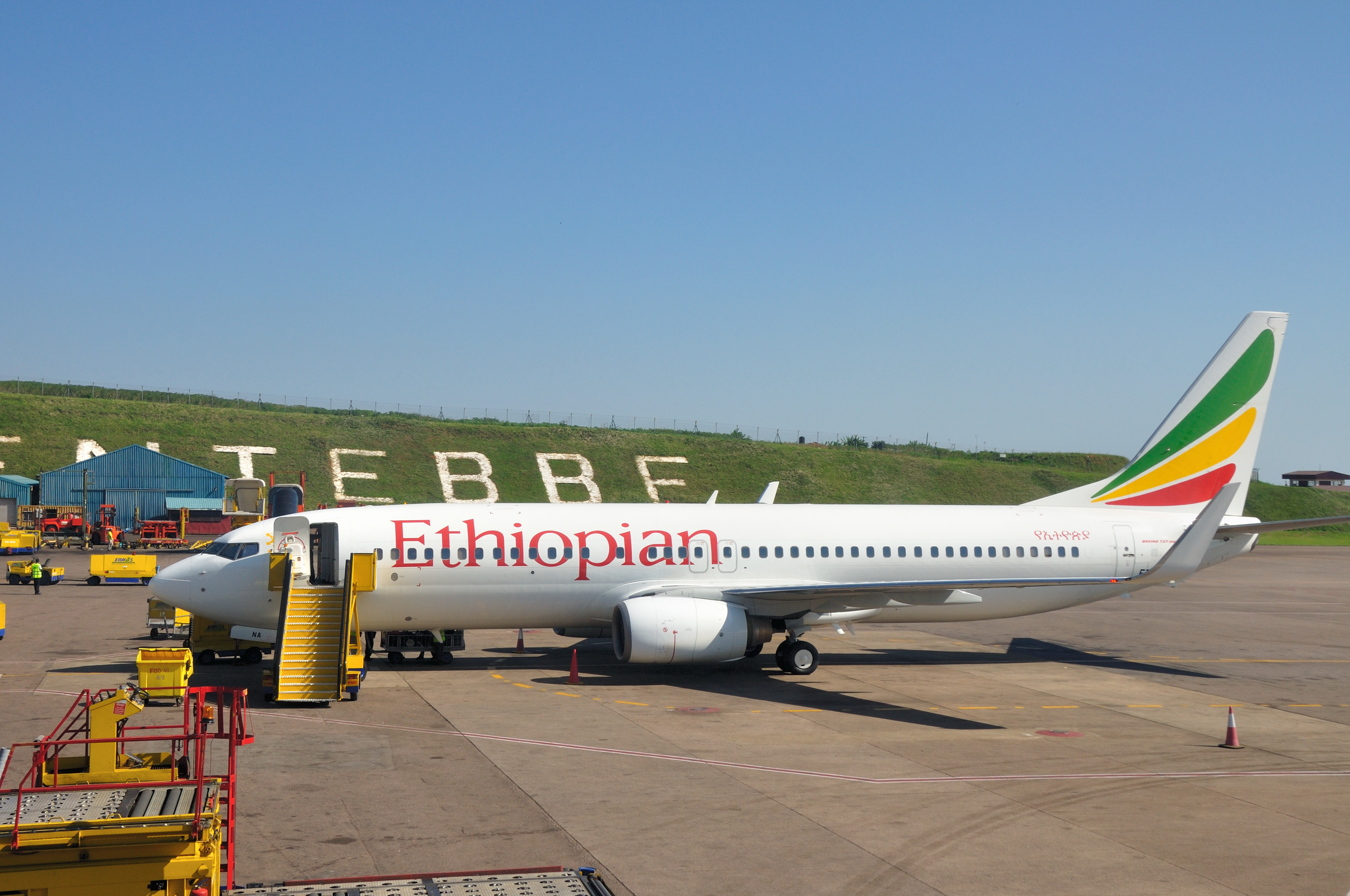
هواپیمایی اتیوپی بوئینگ ۷۳۷ ground handling at Entebbe International Airport.

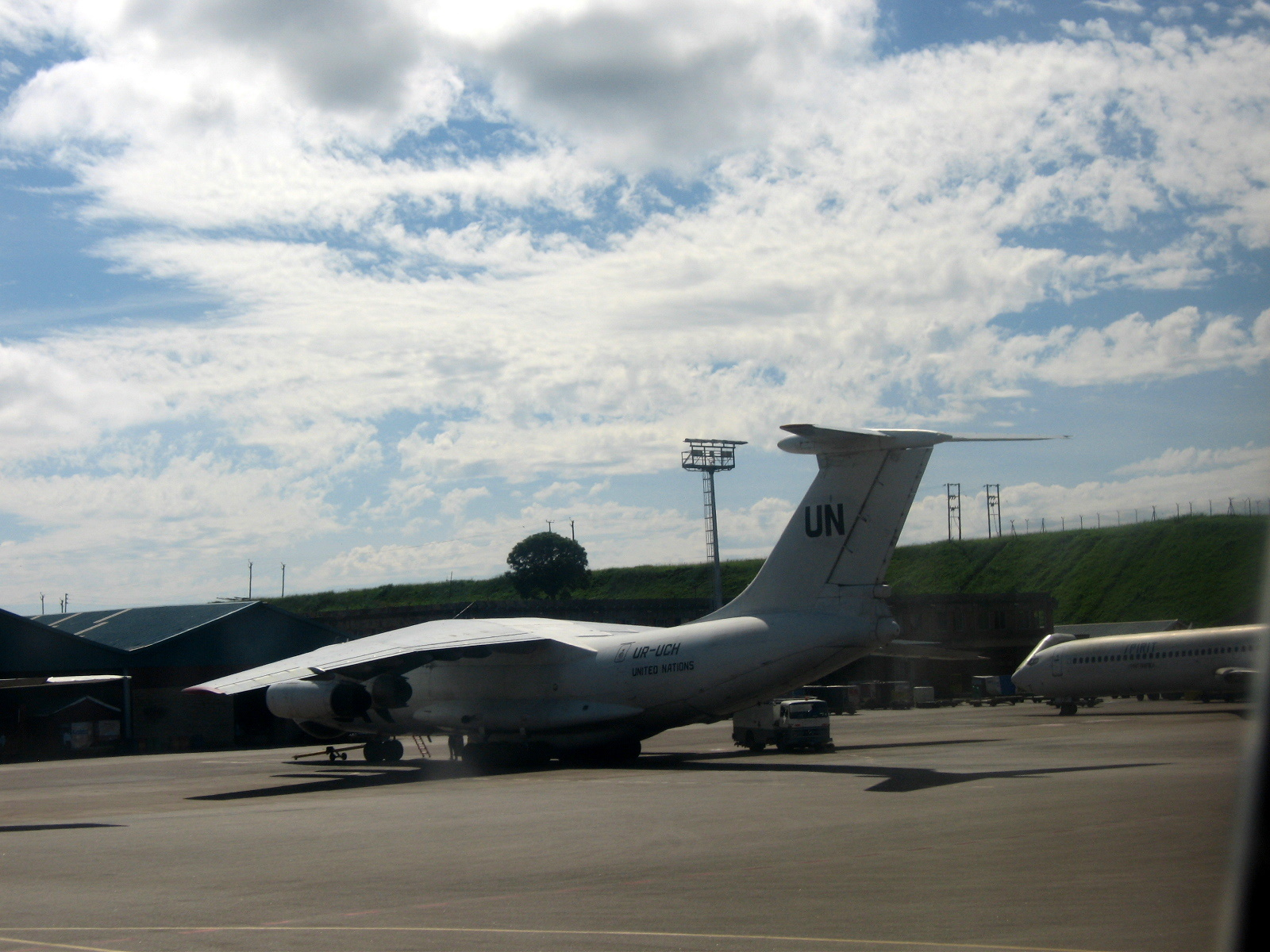
The سازمان ملل متحد ایلیوشین ایل-۷۶ parked at Entebbe Airport.

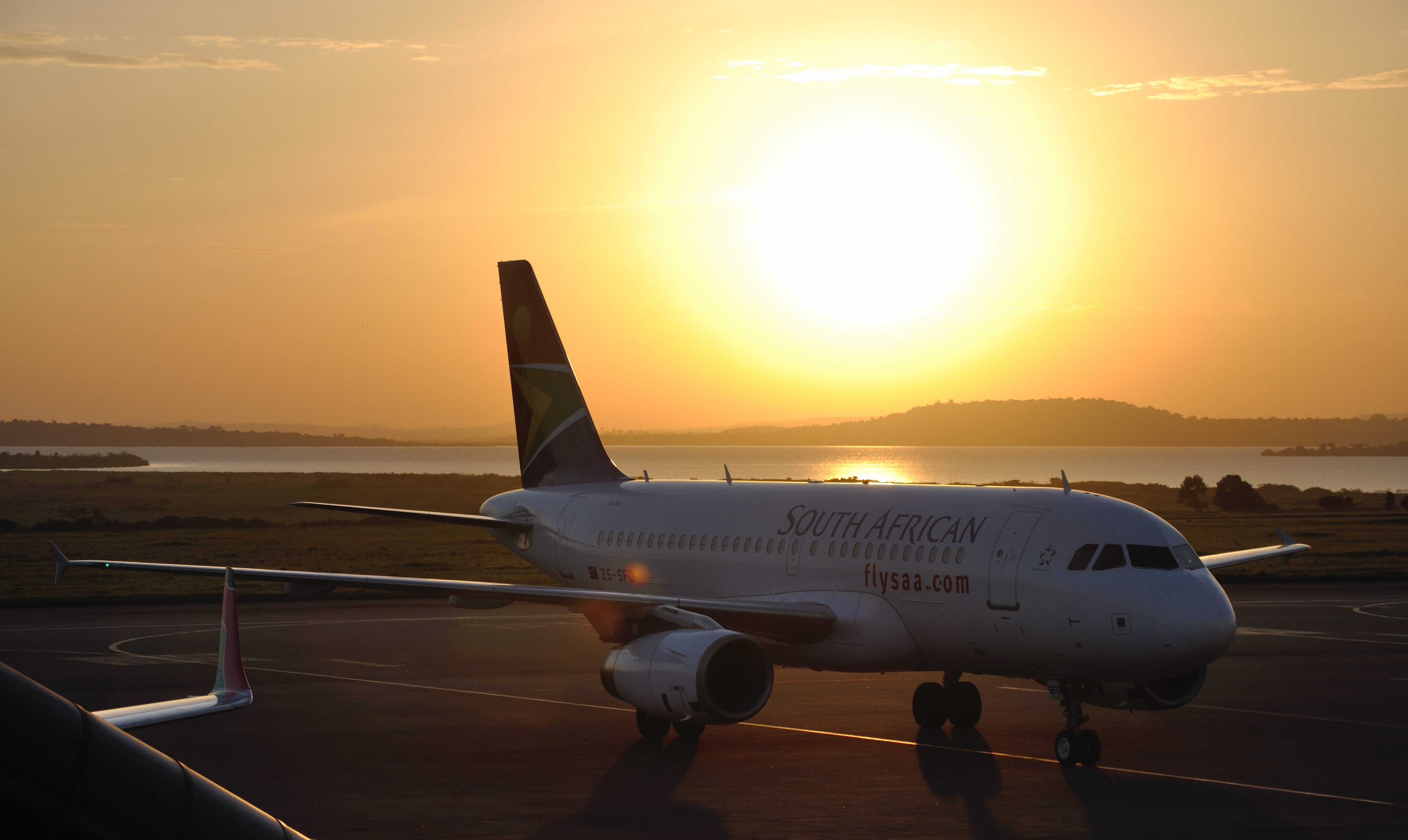
هواپیمایی آفریقای جنوبی Airbus A319 taxiing at Entebbe Airport.

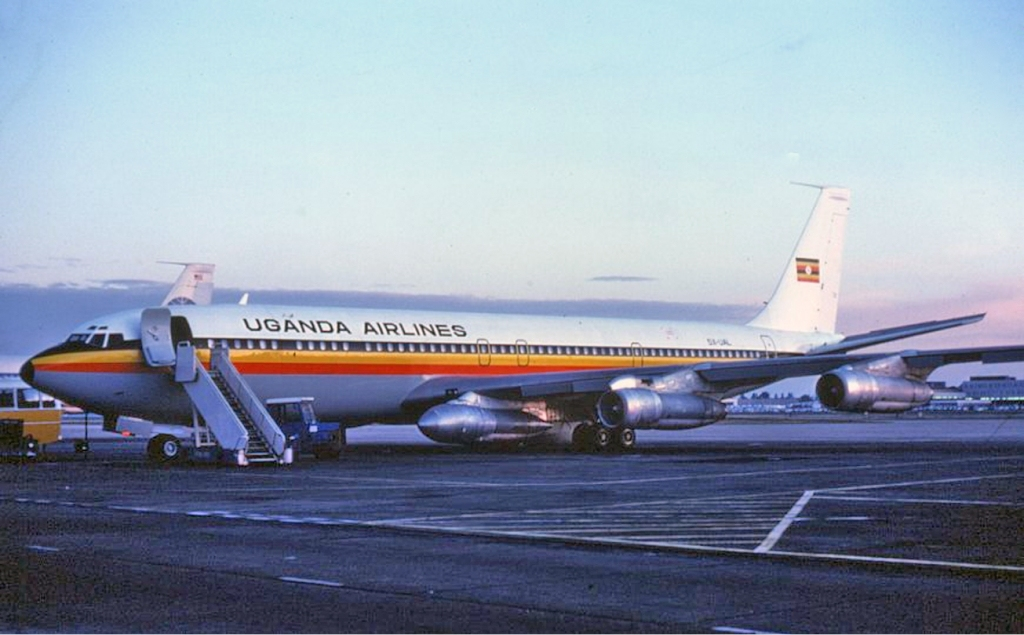
Uganda Airlines بوئینگ ۷۰۷ parked at Entebbe Airport.

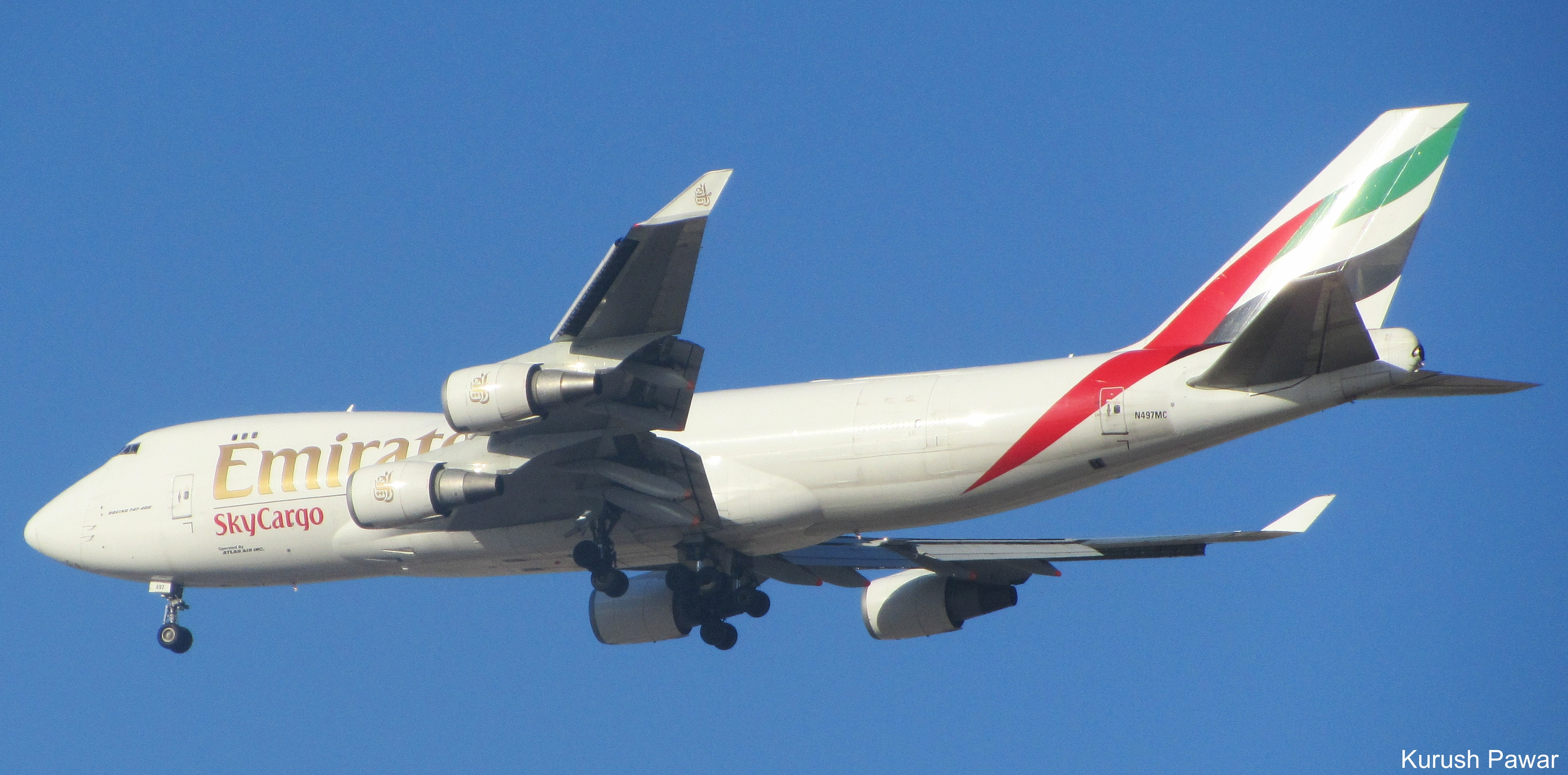
امارات اسکای‌کارگو بوئینگ ۷۴۷–۴۰۰ landing at Entebbe Airport.

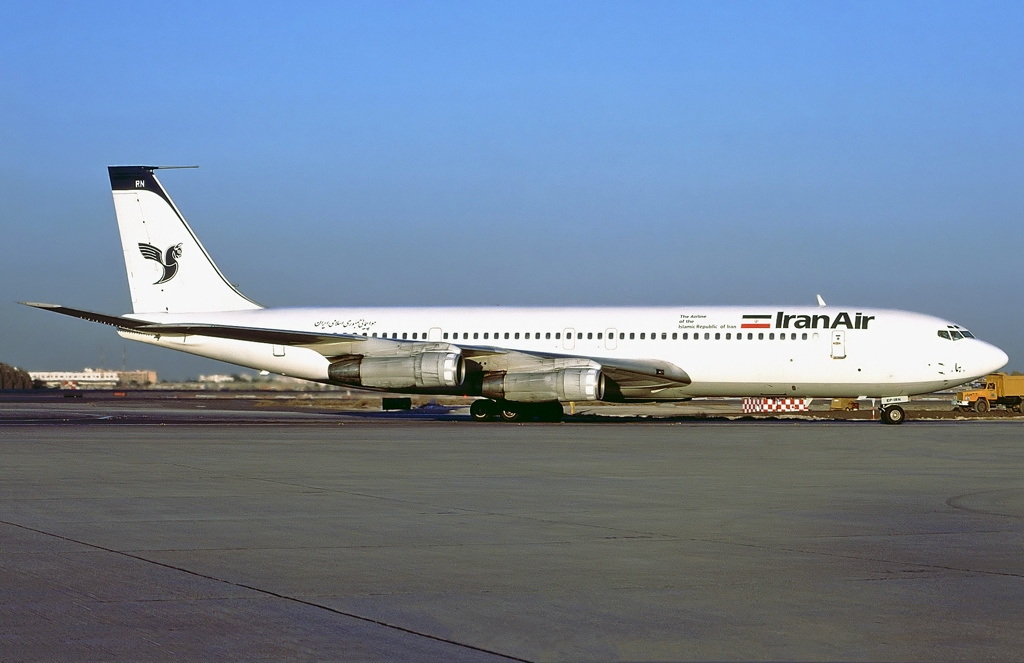
ایران ایر بوئینگ ۷۰۷ parked at Entebbe Airport.

### مسافری
| شرکت‌های هواپیمایی       | مقصدهای پروازی                                                                  |
| ----------------------- | ------------------------------------------------------------------------------- |
| بروکسل ایرلاینز         | بروکسل1                                                                         |
| Eagle Air               | آروا، ایی چارتر: Apoka, Ishasha ، کاسه‌سه، کیسورو، مویا، پاکوبا, Semliki, ساروتی |
| هواپیمایی مصر           | قاهره                                                                           |
| هواپیمایی امارات        | دوبی                                                                            |
| هواپیمایی اتیوپی        | بوول                                                                            |
| هواپیمایی اتحاد         | ابوظبی                                                                          |
| فلای‌دبی                 | دوبی                                                                            |
| Fly-SAX                 | جومو کنیاتا                                                                     |
| کنیا ایرویز             | بانگوئی ام‌پوکو،کیگالی، جومو کنیاتا                                              |
| پرسیشن ایر              | ژولیوس نیرر                                                                     |
| کاال‌ام                  | اسخیپول آمستردام2                                                               |
| هواپیمایی قطر           | حمد                                                                             |
| رواندایر                | کیگالی، جوبا، جومو کنیاتا                                                       |
| هواپیمایی آفریقای جنوبی | اولیور تامبو                                                                    |
| ترکیش ایرلاینز          | آتاترک3                                                                         |
| United Airlines Limited | ادیومانی، آروا، گالو، نبی، مویو، پاکوبا                                         |

Notes:
1: بروکسل ایرلاینز' inbound flights from Brussels to Entebbe make a stop in Kigali. However, the airline does not have traffic rights to transport passengers solely between Kigali and Entebbe.
2: In addition to nonstop flights, some of کاال‌ام's inbound flights from Amsterdam to Entebbe make a stop in Kigali. However, the airline does not have traffic rights to transport passengers solely between Kigali and Entebbe.
3: ترکیش ایرلاینز' inbound flights from Istanbul to Entebbe make a stop in Kigali. However, the airline does not have traffic rights to transport passengers solely between Kigali and Entebbe.
Airlines offering specialized passenger service to non-stop destinations
| شرکت‌های هواپیمایی                       | مقصدهای پروازی                        |
| --------------------------------------- | ------------------------------------- |
| United Nations Humanitarian Air Service | بونیا، گوما، جوبا، بانگوکا، لوبوم‌باشی |

### باری

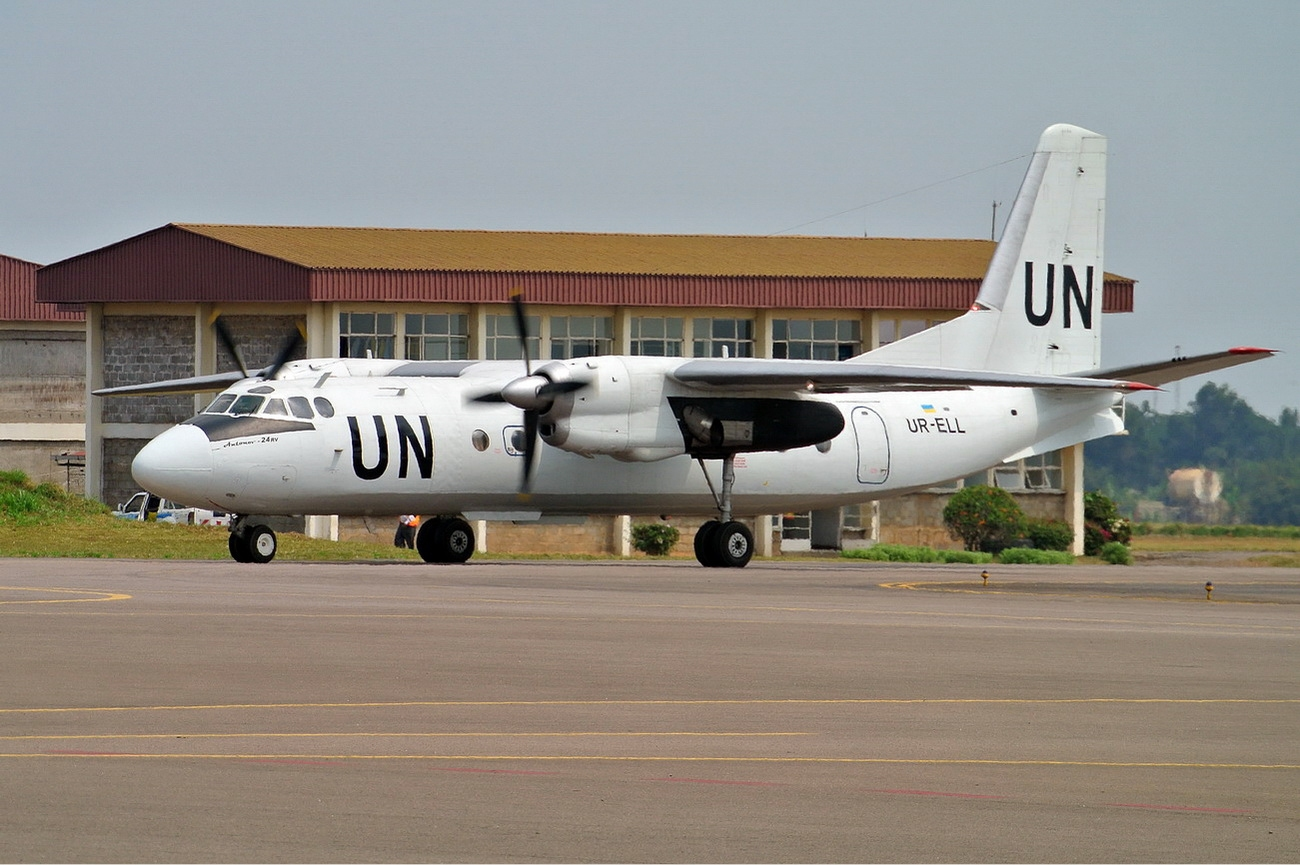
An Air Urga Antonov An-24, operating for the United Nations Humanitarian Air Service, taxiing at Entebbe International Airport

| شرکت‌های هواپیمایی                       | مقصدهای پروازی                          |
| --------------------------------------- | --------------------------------------- |
| Astral Aviation                         | جومو کنیاتا                             |
| بیدایر کارگو                            | اولیور تامبو                            |
| EgyptAir Cargo                          | قاهره، شارجه                            |
| امارات اسکای‌کارگو                       | آل مکتوم                                |
| هواپیمایی اتیوپی                        | بوول                                    |
| هواپیمایی اتحاد                         | ابوظبی                                  |
| Martinair                               | اسخیپول آمستردام                        |
| هواپیمایی قطر                           | بروکسل, کیگالی, حمد                     |
| هواپیمایی آفریقای جنوبی                 | جومو کنیاتا, اولیور تامبو               |
| Uganda Air Cargo                        | دوبی، فرانکفورت، اولیور تامبو           |
| Chapman Freeborn                        | اولیور تامبو، جومو کنیاتا، اوستند-بروگس |
| ترکیش ایرلاینز                          | آتاترک، جومو کنیاتا                     |
| United Nations Humanitarian Air Service | لئوناردو دا وینچی-فیومیچینو             |